# Pomnik Powstańców Wielkopolskich w Strzałkowie
Pomnik Powstańców Wielkopolskich w Strzałkowie – kamień pamiątkowy ku czci powstańców wielkopolskich oraz walczących i poległych w czasie II wojny światowej. Znajduje się w Strzałkowie, przy alei Prymasa Wyszyńskiego – drodze krajowej nr 92. Został odsłonięty 28 maja 1978.

## Opis pomnika
Pomnik ma formę kamienia pamiątkowego, położonego na rozległym cokole z kostek granitowych. Na kamieniu umieszczono metalową tablicę oraz na szczycie z lewej strony betonową rzeźbę orła w koronie. Obok głazu znajduje się metalowy znicz.